# Jo Hanns Küpper
Jo Hanns Küpper (* 24. November 1907 in Aachen; † 24. März 1986 ebenda) war ein deutscher Grafiker und Maler.

## Leben und Wirken
Küpper wurde in Aachen als drittes von sechs Kindern der Eheleute Wilhelm Küpper und seiner Ehefrau Klara, geb. Frohn, geboren und wuchs dort auf. Während des Besuchs der Volksschule St. Marien in Aachen begann er im Alter von sieben Jahren regelmäßig zu malen und zu zeichnen. Ab 1922 absolvierte er eine Lehre als Dekorations- und Kirchenmaler bei Joseph Cujé in Aachen, die er 1925 mit der Gesellenprüfung und den Prädikaten „gut“ beendete. 1930 begann er dann noch ein Studium als Abendschüler an der Kunstgewerbeschule Aachen, welches er nach sieben Semestern mit dem Prädikat „sehr gut“ abschloss.
Er entwarf Interieurs und Filmplakate, arbeitete außerdem im Bereich der Akt- und Landschaftsmalerei. 1932 erfolgte die erste Teilnahme an der jährlichen Ausstellung des „Aachener Künstlerbunds“ im Suermondt-Museum der Stadt Aachen. Ein Jahr später bezog er sein erstes Atelier. Bis zum Stellungsbefehl 1939, absolvierte er ein ordentliches Studium an der Werkkunstschule als Stipendiat der Stadt Aachen und des mit ihm befreundeten Malers und Kunstprofessors August von Brandis. Zwischenzeitlich gründete Küpper im Jahre 1937 seine noch heute in dritter Generation bestehende Malerwerkstätte, die er kriegsbedingt 1940 vorübergehend schließen musste, aber 1950 wieder eröffnen konnte.
Im Zweiten Weltkrieg gehörte Küpper als E-Messer zur Bodentruppe der Luftwaffe, der Flak. Er war in Frankreich, Dänemark, Polen und Deutschland eingesetzt. Dabei verzichtete er auf Titel und Beförderungen. Während des Kriegseinsatzes zeichnete und aquarellierte er viele Landschaften und Städte, fertigte Porträts seiner Kameraden an, entwarf Bühnenbilder für das Fronttheater und zeichnete gegen Kriegsende auf dem Rückzug und im Internierungslager die Verwüstungen von Städten und Landschaften sowie die Not der leidenden Bevölkerung. 1942 konnte er an zwei Ausstellungen teilnehmen. Im Zweiten Weltkrieg ging ein Großteil seiner frühen Gemälde und Aquarelle verloren.
Nach der Entlassung aus Kriegsdienst und Internierungslager widmete sich Küpper zahlreichen Stadtansichten Aachens, zeichnete Landschaften in der Eifel und Westfalen sowie in der Umgebung von Minden, Rheda und Wiedenbrück. Zudem verarbeitete ab 1952 Eindrücke mehrerer Fahrten ins südliche Ausland. 1948 gewann er den zwischen Düsseldorfer, Kölner und Aachener Künstlern ausgeschriebenen Wettbewerb zur Ausgestaltung des 1. Klasse-Restaurants im Aachener Hauptbahnhof. 1953 fungierte er mit dem Aachener Grafiker Jupp Kuckartz als Initiator des „Aachener Künstlerbundes 1953“. 1958 erfolgte die zweite Heirat mit der Kunsthistorikerin Anne Küpper, geb. Schumacher. 1967 wurden die beiden Söhne Hanns Michael und Lucas geboren.
Nach längerer Krankheit starb er am 24. März 1986 in Aachen.

## Rezeption
Neben den gegenständlichen Motiven verarbeitete Küpper existentielle Themen in einer eigenen abstrakten Ikonografie. Dabei wurde er auch von Informell und Pop Art beeinflusst. Küpper arbeitete auch mit Acryl, und in den frühen 1970er Jahren entdeckte er die Bildhauerei, die ihn regelmäßig in die Marmorbrüche Carraras führte. In seine Arbeiten spiegeln sich die Kunstströmungen der 2. Hälfte des 20. Jahrhunderts wider und sie zeigen in den unterschiedlichen Werkphasen dennoch einen eigenen Gedankenkosmos.